# VHF omnidirectional range

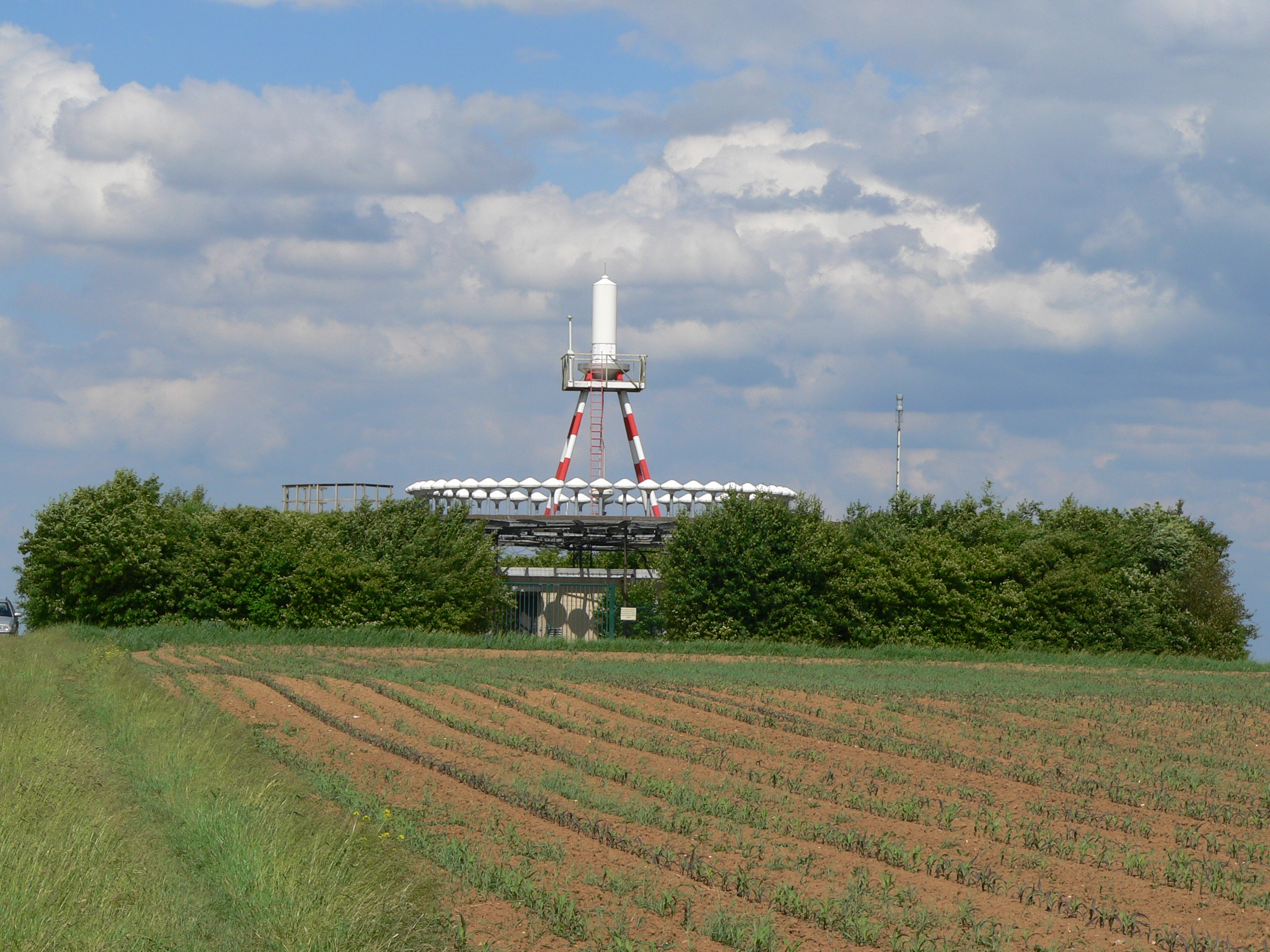
Una stazione VORTAC in Germania

Il very high frequency omnidirectional range, più comunemente conosciuto come VOR, è un sistema di radionavigazione per aeromobili; dal 1949 l'ICAO lo ha definito come standard per le navigazioni a corto e medio raggio, sostituendo i radiosentieri a quattro braccia funzionanti in bassa frequenza. 

## Descrizione

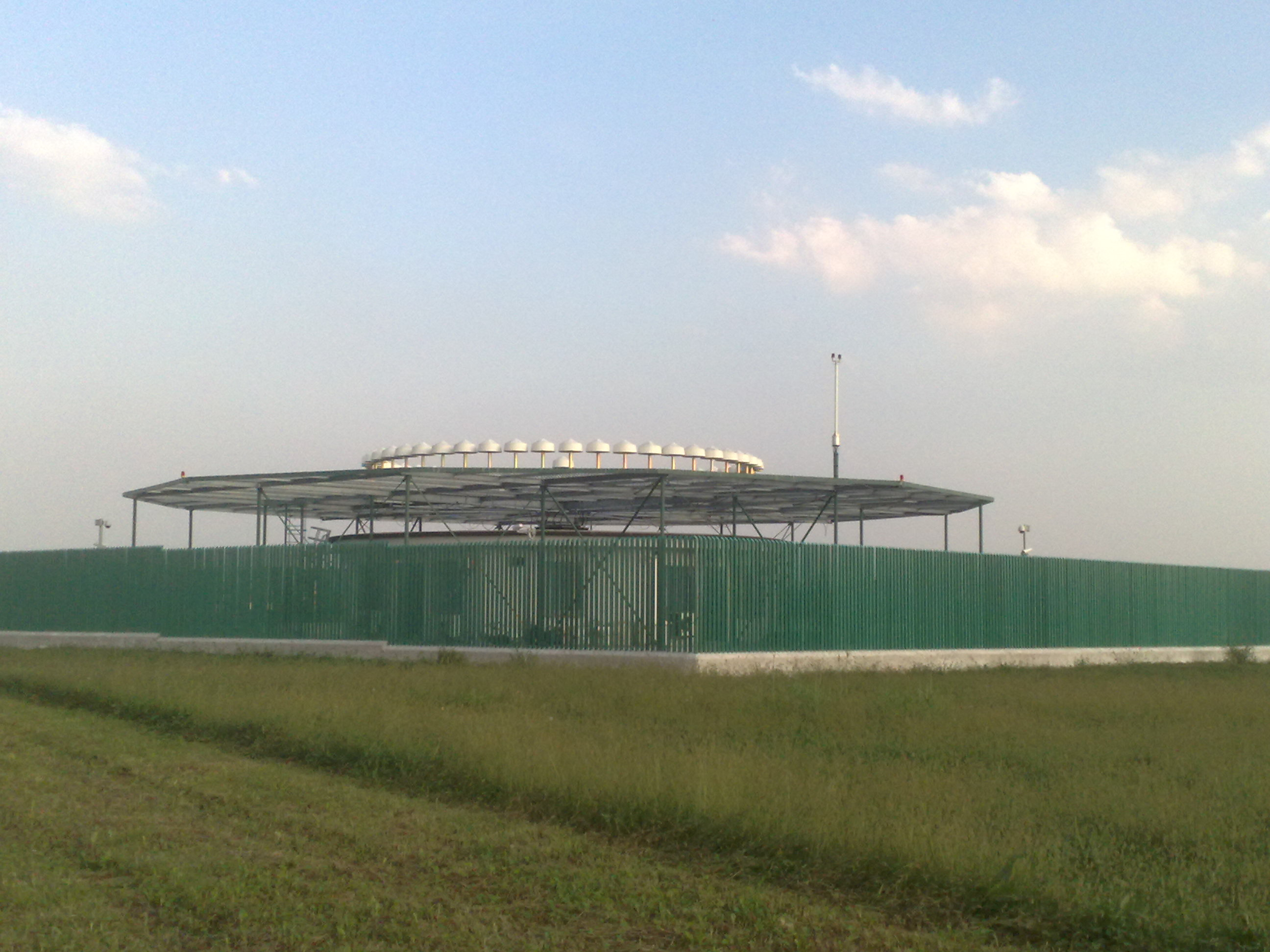
La stazione VOR di Vicenza

Una stazione di terra VOR, chiamata anche radiofaro, trasmette onde radio in VHF che vengono captate da un ricevitore a bordo che le elabora e fornisce informazioni utili al pilota per capire la sua posizione rispetto al radiofaro.
Il segnale inviato indica sia l'identificativo della stazione (in codice Morse) sia la posizione dell'aereo relativa a quest'ultima in riferimento al polo nord magnetico, indicando quindi al pilota il suo rilevamento rispetto alla stazione emittente. Utilizzando il sistema radiale + distanza, si può ottenere la posizione sulla radiale rispetto al VOR del velivolo. Molte stazioni di terra sono anche dotate del DME (Distance Measuring Equipment) che consente al ricevitore di misurare la sua distanza dall'emittente.

Il VOR divenne il principale sistema di radionavigazione negli anni sessanta: il vantaggio di questo sistema rispetto ai vecchi NDB (Non-Directional Beacon) è che il segnale radio indica anche se si sta viaggiando verso (To) o dalla (From) stazione emittente, permettendo al pilota di seguire più facilmente una linea immaginaria tracciata nel cielo.

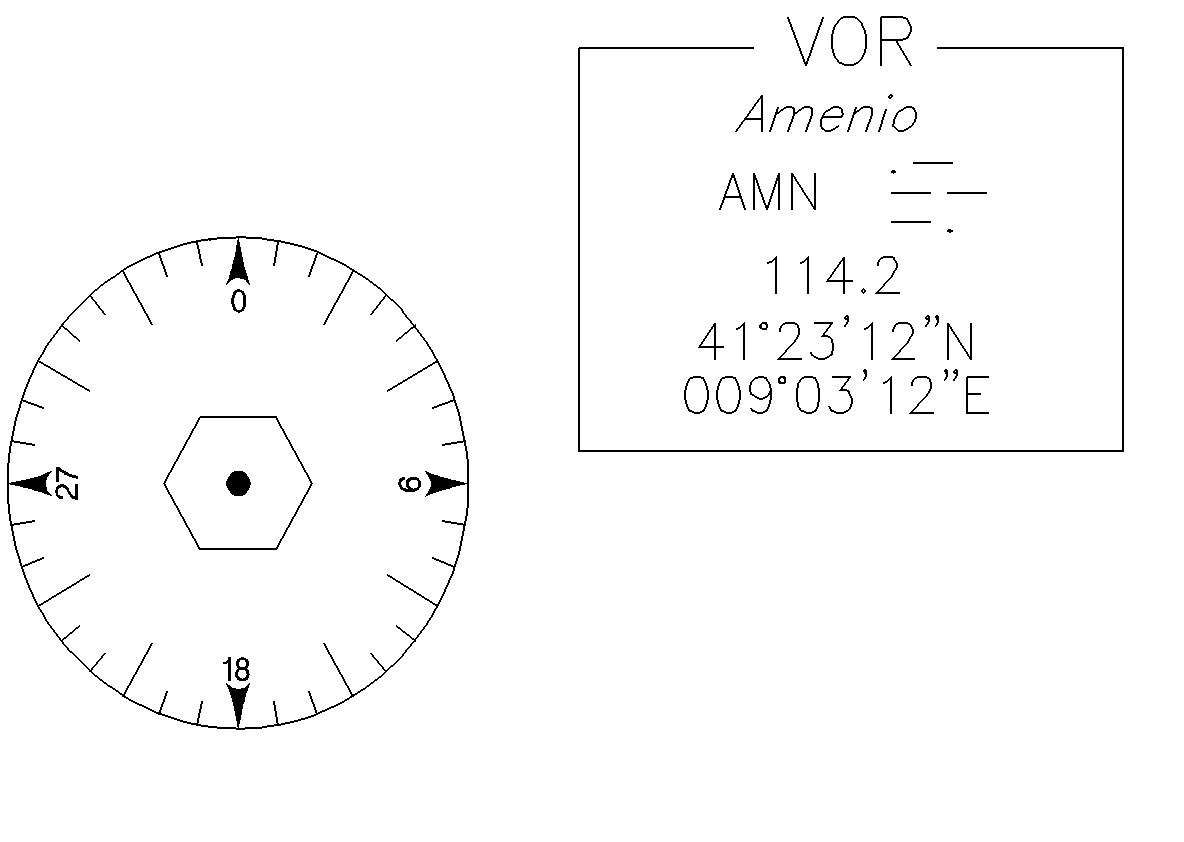
Simbolo cartografico ed identificativo di un VOR

Le rotte aree tra cui le aerovie, sono disegnate collegando idealmente VOR o altre radioassistenze ad aeroporti.
I VOR forniscono indicazioni molto più accurate e sono più affidabili degli NDB grazie alle frequenze utilizzate e ai componenti con cui sono costruiti, ma queste stesse componenti rendono sia le stazioni di terra sia i ricevitori a bordo più costosi nella manutenzione e nell'installazione.

### Funzionamento
I VOR operano su radiofrequenze assegnate tra i 108,0 megahertz (MHz) e i 117,95 MHz, che sono compresi nella banda riservata ai segnali VHF, mentre l'ampiezza del canale è di 50 kHz. Le onde VHF, essendo onde a propagazione diretta, hanno il vantaggio di non essere soggette a errori di rifrazione. I sistemi VOR utilizzano la relazione di fase tra due segnali di 30 Hz per codificare la direzione. La portante principale è un semplice segnale audio in AM che trasmette l'identificativo della stazione in codice Morse. Il secondo segnale di 30 Hz è in FM modulato su una sottoportante di 9 960 Hz. Il segnale così miscelato è poi passato a una cortina di quattro antenne omnidirezionali, che ruotano il segnale 30 volte al secondo. Si noti che le antenne non devono necessariamente essere ruotate fisicamente, come avveniva nei primi strumenti di questo tipo, a oggi i trasmettitori VOR utilizzano due antenne a telaio tra di loro ortogonali, una con un diagramma di radiazione pari a {\displaystyle \cos(\alpha )}, l'altra con diagramma di radiazione pari a {\displaystyle \sin(\alpha )}, alimentate rispettivamente con il segnale {\displaystyle \cos(60\pi t)\cos(2\pi F_{c}t)} e con il segnale {\displaystyle \sin(60\pi t)\cos(2\pi F_{c}t)}, dove α è l'angolo formato dalla congiungente velivolo stazione e la direzione del polo nord magnetico, mentre {\displaystyle F_{c}} è la frequenza della portante, in modo che l'aeroplano possa ricevere un segnale dipendente dalla sua direzione di volo senza la complicazione di ruotare l'antenna al suolo. 

Quando il segnale viene ricevuto dall'aereo, il segnale FM viene decodificato dalla sottoportante e la frequenza viene estratta. I due segnali a 30 Hz vengono poi confrontati per desumere la differenza di fase. La differenza di fase così calcolata corrisponde all'angolo dell'antenna al momento della trasmissione del segnale per mezzo del quale si codifica la direzione della stazione nel momento in cui il fascio più stretto raggiunge il ricevitore.
La differenza di fase viene poi miscelata con una fase costante prodotta localmente. Questo ha l'effetto di cambiare l'angolo. Il risultato viene quindi mandato a un amplificatore, l'uscita del quale pilota i puntatori degli strumenti. Cambiando la fase locale, utilizzando la manopola conosciuta come Omni-Bearing Selector o OBS, il pilota può azzerare l'angolo di una stazione. Per esempio, se il pilota desidera volare a 90 gradi rispetto a una stazione, l'OBS miscela −90 gradi di fase per mezzo dei quali l'ago dell'indicatore segni zero (centrato) quando il velivolo sta volando a 90 gradi rispetto alla stazione.
In molte stazioni VOR è presente un altro aiuto alla navigazione chiamato DME (Distance Measuring Equipment). La combinazione di queste due assistenze viene chiamata VOR-DME o VORTAC, in base all'ente che li gestisce; un VORTAC è un VOR civile collocato insieme a un TACAN, il sistema di navigazione per aeromobili militari. Il VOR-DME e il TACAN condividono lo stesso DME.
Il DME fornisce ai piloti la distanza "obliqua" dalla stazione di terra, non la distanza al suolo. Questo implica che a basse altitudini o a distanze molto elevate la differenza può essere trascurabile: quindi conoscendo la radiale della stazione e la distanza si può tracciare la posizione dell'aereo su una mappa aeronautica.
Alcune stazioni hanno bassa potenza per una navigazione a livello regionale, mentre altre dispongono di una potenza maggiore per la navigazione ad alta quota.

### Utilizzo

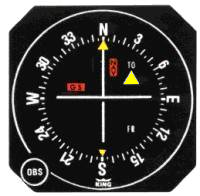
La freccia gialla indica se si sta viaggiando verso (To) o dalla (From) stazione emittente

Il classico strumento VOR è formato da un disco a bussola (solitamente chiamato compass card) a cui viene sovrapposto un ago verticale chiamato Course Deviation indicator (CDI) e da un indicatore cosiddetto To/From (a/da).

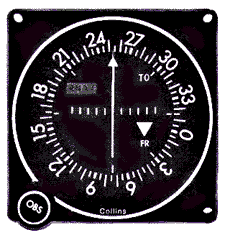
Ricevitore VOR di bordo

All'esterno del disco c'è una manopola chiamata Omni Bearing Selector (OBS) che ruota il disco e serve a selezionare la radiale rispetto a cui si vogliono ottenere le indicazioni.
Tutti gli angoli rilevati dai VOR sono riferiti al polo nord magnetico (che differisce dal polo nord geografico per l'angolo di declinazione magnetica) per permettere un facile confronto tra le indicazioni dello strumento e quelle della bussola. Per la navigazione, quando bisogna riportare le radiali rilevate sulle carte, occorre tenere quindi conto della declinazione magnetica. Per questo motivo sulle carte VFR, le rose graduate intorno alle stazioni VOR vengono orientate rispetto al polo nord magnetico mentre, sulle carte utilizzate nel volo IFR, tutte le rotte sono misurate rispetto al polo nord magnetico, a meno che non sia espressamente indicato con la lettera °T, che sono riferite al polo nord geografico. I criteri con cui devono essere rappresentate le rotte e aggiornati i dati relativi alla declinazione magnetica sulle carte aeronautiche sono stabiliti dall'Annesso 4 ICAO.  
L'utilizzo del VOR è molto più semplice di quello dell'NDB in quanto, se usato nella maniera corretta, centrando il CDI, si può leggere direttamente il valore della radiale su cui si trova l'aeromobile, senza dover fare conteggi. Lo strumento, inoltre, indicherà l'eventuale scostamento a destra o sinistra rispetto alla radiale selezionata. Ad esempio se un aereo sta volando con prua 180° verso la stazione, con il CDI centrato su 18 TO (radiale 360° inbound) e viene spostato dal vento a destra della radiale, il CDI si sposterà a sinistra. A quel punto il pilota, per rientrare in rotta, non dovrà fare altro che virare verso sinistra (ad esempio per prua 170°) fino a quando il CDI non tornerà nuovamente al centro. 
In volo, lo strumento si utilizza principalmente per due scopiː
- determinare la linea di posizione su cui si trova l'aeromobile rispetto a una stazione oppure, conoscendo la distanza DME o rilevando la propria linea di posizione rispetto a un'altra radioassistenza, si possono fare dei fix;
- navigare da o per le stazioni VOR seguendo una radiale come si fa, ad esempio, quando si segue un'aerovia o una procedura strumentale.

Le cose da tenere a mente e che sono fondamentali per l'utilizzo corretto dello strumento, sono cheː
- le indicazioni dello strumento non sono in alcun modo collegate alla prua dell'aeromobile, a meno che non si disponga di un HSI;
- è sempre il pilota che deve impostare i valori in TO, se si vuole avvicinare alla stazione o in FROM, se si vuole allontanare o conoscere la radiale su cui si trova. Se l'aereo si trova esattamente a nord della stazione infatti, il CDI si centrerà sia sull'indicazione N (FROM) sia su S (TO).

Per determinare un fix utilizzando due VOR occorre sintonizzare le due stazioni su due apparati differenti, girare i pomelli dell'OBS fino a quando i CDI sono allineati al centro con l'indicazione "from" e tracciare i due rilevamenti sulla carta. Il punto in cui si incrociano le due semirette rappresenterà la posizione (più o meno gli eventuali errori di accuratezza) dell'aeromobile. Se a bordo non sono disponibili due apparati, occorrerà inserire prima una stazione e poi l'altra per determinare il fix; in questo caso però, non avendo i due rilevamenti in contemporanea, la posizione rilevata sarà meno precisa.
Quando l'aereo sorvola una stazione VOR entra nel cono di confusione, un cono immaginario dove non è possibile identificare correttamente la radiale. Una volta che l'aereo ha attraversato quest'area l'indicazione passerà da TO a FROM e le indicazioni del CDI continueranno a essere "istintive".

## Copertura
La portata di un VOR è determinata dalla potenza di trasmissione, dall'eventuale presenza di ostacoli (ad esempio montagne o costruzioni) che impediscano la propagazione del segnale e dalla quota a cui si trovano antenna trasmittente e ricevente. I VOR con potenza di emissione di 200 watt possono essere ricevuti anche a 200 miglia nautiche dalla stazione. L'elenco delle radioassistenze italiane è pubblicato nella sezione ENR 4.1.1 dell'AIP Italia e riporta le limitazioni, nel caso una stazione non raggiunga il Service Standard Volume minimo richiesto  dall'Annesso 10 ICAO.
Le coperture minime che devono garantire i VOR sono le seguenti: 
| Tipo VOR          | Utilizzo                                         | Altitudine in ft (piedi) | Portata segnale in NM (miglia nautiche) |
| ----------------- | ------------------------------------------------ | ------------------------ | --------------------------------------- |
| T (terminal)      | VOR utilizzati per la procedure di avvicinamento | Da 1 000 a 12 000        | 25                                      |
| L (low altitude)  | VOR utilizzati per la navigazione a bassa quota  | Da 1 000 a 18 000        | 40                                      |
| H (high altitude) | VOR utilizzati per la navigazione ad alta quota  | Da 1 000 a 14 500        | 40                                      |
| H (high altitude) | VOR utilizzati per la navigazione ad alta quota  | Da 14 500 a 18 000       | 100                                     |
| H (high altitude) | VOR utilizzati per la navigazione ad alta quota  | Da 18 000 a 45 000       | 130                                     |
| H (high altitude) | VOR utilizzati per la navigazione ad alta quota  | da 45 000 a 60 000       | 100                                     |

La portata del VOR, utilizzando onde dirette, dipende anche dalla curvatura terrestre. A bassa quota può capitare di non essere a portata visiva perché la stazione trasmittente si trova sotto la linea dell'orizzonte. Per calcolare la distanza massima a cui si può ricevere un segnale VHF in base alla quota la formula è la seguente: {\displaystyle 1,23\times {\bigl (}\surd h1+\surd h2{\bigr )}}  dove h1 è l'altezza dell'antenna trasmittente in piedi, h2 è l'altezza dell'antenna ricevente in piedi. Il risultato ottenuto è in miglia nautiche. 

## I VOR e le rotte aeree
Le stazioni VOR sono usate come intersezioni lungo le aerovie. Una tipica aerovia è costituita da linee rette che collegano fra loro diverse stazioni VOR. Durante un volo, l'aereo viaggia in linea retta e ogni tanto effettua delle virate: queste virate avvengono quando nella rotta viene cambiato il VOR di riferimento.
 Altri riferimenti per la navigazione aerea sono costituiti da punti generati dall'intersezione di due radiali provenienti da stazioni diverse; non è detto però che queste intersezioni vengano segnalate nelle mappe delle aerovie.
Alcuni velivoli utilizzano due ricevitori di bordo: questo perché oltre a fornire uno strumento di riserva, il pilota può seguire più facilmente una radiale verso una stazione mentre controlla sul secondo apparato quando oltrepassa una certa radiale proveniente da un'altra stazione VOR.

## Accuratezza
L'accuratezza prevedibile di un VOR è di ±1,4º; comunque i dati indicano che nel 99,94% dei casi l'errore è meno di ±0,35º. Le stazioni hanno dei sistemi di controllo che automaticamente segnalano o rendono inoperativo l'impianto nel caso l'errore sia maggiore di ±1º.
Le stazioni VOR sono in ogni caso dotate di apparecchiature di controllo che automaticamente intervengono a segnalare, ed eventualmente rendere inoperativo, l'impianto che dovesse manifestare uno scostamento dalle tolleranze previste dall'Annesso 10 ICAO.
Ai fini delle procedure di volo, l'accuratezza di un VOR in rotta viene valutata tramite RSS degli errori, che porta ai valori:
- Providing: ±5,2º in rotta, ±7,8º per il segmento finale o di decollo.
- Intersecting: ±4,5º.

L'area di protezione associata a una radiale, utilizzata per i segmenti finali o di mancato avvicinamento, o per una partenza, è di 1 NM da entrambi i lati, con un margine ben definito di 7,8º.

## Il futuro
L’evoluzione tecnologica degli ultimi anni ha modificato radicalmente la navigazione strumentale, che, a partire dal 2022, si baserà unicamente sulla Performance Based Navigation PBN.
Le stazioni VOR saranno mantenute soltanto per avere un backup in caso di emergenza. Programmi come il VOR MON dell’FAA prevedono di dismettere nei prossimi anni tra il 30% e il 50% dei VOR esistenti sul loro territorio. Anche l’ENAV prevede una riduzione delle stazioni a terra, a seguito dell’implementazione dei programmi SESAR ed EGNOS.